# فرودگاه ایگناتیوا
فرودگاه ایگناتیوا (به انگلیسی: Ignatyevo Airport) یک فرودگاه همگانی با کد یاتا BQS است که یک باند فرود آسفالت دارد و طول باند آن ۲۸۲۱ متر است. این فرودگاه در شهر بلاگووشچنسک کشور روسیه قرار دارد و در ارتفاع ۱۹۵ متری از سطح دریا واقع شده‌است.

## شرکت‌های هواپیمایی و مقصدهای پروازی
| شرکت‌های هواپیمایی | مقصدهای پروازی                                            |
| ----------------- | --------------------------------------------------------- |
| آورورا            | خاباروفسک ناوی، ولادی‌وستوک، یوژنو-ساخالینسک               |
| آنگارا ایرلاینز   | تولمچوا                                                   |
| ایر آئرو          | کادالا، ایرکوتسک، یملیانو، تولمچوا، اولان‌اوده، ولادی‌وستوک |
| KrasAvia          | یملیانو، یوژنو-ساخالینسک                                  |
| نوردویند ایرلاینز | چارتر فصلی: کام رانح، پوکت                                |
| Pegas Fly         | شرمتیوو چارتر فصلی: سووارنابومی                           |
| اس۷ ایرلاینز      | تولمچوا                                                   |
| اورال ایرلاینز    | دوموده‌دوو، کولتسوو                                        |
| VIM Airlines      | دوموده‌دوو                                                 |
| یاکوتیا ایرلاینز  | خاباروفسک ناوی، یاکوتسک فصلی: اینچئون                     |